# Cátia Pedrosa
Cátia Silveira Pedrosa (Rio de Janeiro, 9 de março de 1963 – Rio de Janeiro, 20 de março de 2018), foi uma atriz e modelo brasileira, primeira representante do Rio de Janeiro a ser eleita Miss Brasil Mundo, no ano de 1983. Ela recebeu esse título dentro de um quadro especial do Programa Sílvio Santos criado exclusivamente para esse concurso internacional.

## Biografia
Antes de participar do Miss Brasil Mundo, Cátia fora eleita, em 1979, Garota Carinho em votação promovida pela revista Jovem publicada pela Bloch Editores.
Seu desempenho no Miss Mundo fez com que ela ficasse entre as quinze melhores do mundo, ficando em terceiro lugar na classificação final. Tendo representado o Brasil, ainda foi eleita Miss Personalidade.
Após fazer sua sucessora, Cátia permaneceu à disposição de programas do SBT, entre eles o humorístico A Praça É Nossa. Em junho de 1988, foi capa da revista Playboy e se tornou a primeira Miss a posar nua para uma publicação masculina depois de Vera Fischer.[carece de fontes?]
Cátia foi casada por um ano com o apresentador Wagner Montes com quem teve seu único filho, Wagner Montes dos Santos Júnior. Após a separação, manteve outros relacionamentos, mas não quis mais casar-se novamente.  
Cátia lutava há muitos anos contra a depressão, a síndrome do pânico e a anorexia, onde tentou o suicídio por nove vezes, necessitando frequentar psicoterapia por um tempo.  Faleceu em 20 de março de 2018, aos 55 anos, devido a um câncer colorretal, que iniciou-se no abdômen.